# Juventus Football Club 1977-1978
Questa voce raccoglie le informazioni riguardanti la Juventus Football Club nelle competizioni ufficiali della stagione 1977-1978.

## Stagione

Il neoacquisto Pietro Paolo Virdis nella trasferta di Napoli del 18 settembre 1977: l'iniziale rifiuto a vestire la maglia bianconera – fatto clamoroso per quegli anni – segnerà in negativo la prima esperienza torinese del centravanti sardo.

La Juventus, reduce dal campionato vinto al fotofinish alla quota-record di 51 punti nella stagione precedente oltreché dalla prima affermazione confederale in Coppa UEFA, riconfermò in blocco la rosa artefice del double con l'innesto di giovani promesse quali il centrocampista Vinicio Verza, la mezzapunta Pierino Fanna e, al termine di una difficile ed estenuante trattativa nonché di un primo diniego «che fece storia e leggenda» – e che a posteriori lo condizionerà negativamente, in particolar modo circa l'aspetto ambientale, nella sua prima esperienza sotto la Mole –, il centravanti Pietro Paolo Virdis.
Il titolo venne nuovamente vinto, stavolta con 44 punti, al termine di un campionato non certo esaltante e combattuto come quello precedente. La squadra bianconera, superato un inizio incerto in cui arrivò l'unico inciampo stagionale, il 2 ottobre 1977 sul terreno della Lazio, da qui in avanti prese il comando e non faticò molto a tenere a bada le inseguitrici; tra queste, oltre al riconfermatosi Torino, anche il neopromosso e sorprendente L.R. Vicenza di Giovan Battista Fabbri e dell'ex juventino Paolo Rossi. Il 18º scudetto nonché 5º del decennio per quella che era ormai appellata come la Signora Omicidi arrivò con una giornata di anticipo, grazie all'1-1 dell'Olimpico contro la Roma.
Emerse più di tutti Antonio Cabrini, futura bandiera bianconera e all'epoca ancora promettente terzino, il quale, alla sua seconda stagione torinese, seppe definitivamente conquistarsi una maglia da titolare nell'arco di un campionato di cui fu l'assoluta «rivelazione», finanche a ottenere in extremis la chiamata in nazionale per l'imminente mundial in Argentina.

Da sinistra: il terzino Antonio Cabrini, definitivamente affermatosi alla sua seconda stagione a Torino, sul terreno del Comunale con il dodicesimo Giancarlo Alessandrelli.

In Coppa dei Campioni gli uomini di Giovanni Trapattoni furono autori di un buon cammino conclusosi in semifinale: dopo avere facilmente eliminato nei primi turni i ciprioti dell'Omonia e i nordirlandesi del Glentoran e superato nei quarti di finale solo ai tiri di rigore i blasonati olandesi dell'Ajax, i piemontesi si arresero a un passo dall'atto finale dinanzi al sorprendente Club Bruges, soccombendo ai tempi supplementari nel retour match in terra belga.
Nella Coppa Italia, in precampionato la Juventus aveva primeggiato nel proprio girone di qualificazione, regolando facilmente il Verona oltreché i cadetti di Brescia, Cesena e Sambenedettese; un simile cammino non si ripeté a fine torneo quando, in occasione del decisivo secondo turno per l'accesso alla finale, e privata di quasi tutti i suoi titolari nel frattempo impegnati in maglia azzurra al campionato del mondo 1978 – il capitano Zoff, i difensori Cabrini, Gentile e Scirea, i centrocampisti Benetti, Causio e Tardelli, il jolly Cuccureddu e il centravanti Bettega, ovvero il cosiddetto Blocco-Juve su cui il selezionatore Enzo Bearzot costruì la competitiva nazionale italiana del quadriennio 1978-1982 –, una squadra torinese imbottita di seconde linee ed elementi delle giovanili chiuse al terzo posto un girone comprendente Milan, Napoli e Taranto.

## Divise
| Casa | Trasferta | 1ª portiere | 2ª portiere |

## Rosa
| N. |                   | Ruolo | Calciatore                 |
| -- | ----------------- | ----- | -------------------------- |
|    | Italia (bandiera) | P     | Dino Zoff                  |
|    | Italia (bandiera) | P     | Giancarlo Alessandrelli    |
|    | Italia (bandiera) | D     | Claudio Gentile            |
|    | Italia (bandiera) | D     | Francesco Morini           |
|    | Italia (bandiera) | D     | Gaetano Scirea             |
|    | Italia (bandiera) | D     | Antonio Cabrini            |
|    | Italia (bandiera) | D     | Luciano Spinosi            |
|    | Italia (bandiera) | D     | Fabio Francisca            |
|    | Italia (bandiera) | D     | Lorenzo Cascella           |
|    | Italia (bandiera) | D     | Massimo Gai                |
|    | Italia (bandiera) | D     | Mariano Marchetti          |
|    | Italia (bandiera) | C     | Franco Causio              |
|    | Italia (bandiera) | C     | Antonello Cuccureddu       |
|    | Italia (bandiera) | C     | Giuseppe Furino (capitano) |
|    | Italia (bandiera) | C     | Romeo Benetti              |

| N. |                   | Ruolo | Calciatore           |
| -- | ----------------- | ----- | -------------------- |
|    | Italia (bandiera) | C     | Marco Tardelli       |
|    | Italia (bandiera) | C     | Pierino Fanna        |
|    | Italia (bandiera) | C     | Vinicio Verza        |
|    | Italia (bandiera) | C     | Maurizio Schincaglia |
|    | Italia (bandiera) | C     | Gian Piero Gasperini |
|    | Italia (bandiera) | C     | Antonio Geissa       |
|    | Italia (bandiera) | C     | Luciano Miani        |
|    | Italia (bandiera) | C     | Massimo Tolfo        |
|    | Italia (bandiera) | C     | Amilcare Magnani     |
|    | Italia (bandiera) | C     | Lorenzo Gramaglia    |
|    | Italia (bandiera) | A     | Roberto Bettega      |
|    | Italia (bandiera) | A     | Roberto Boninsegna   |
|    | Italia (bandiera) | A     | Pietro Paolo Virdis  |
|    | Italia (bandiera) | A     | Marco Bozzi          |

## Risultati

### Serie A

#### Girone di andata
| Arbitro: | Gussoni (Varese) |

|                                                                          |           |  |
| Bettega 48’, 57’ Boninsegna 71’, 84’ Cuccureddu 80’ Bruschini 87’ (aut.) | Marcatori |  |

| Arbitro: | Serafino (Roma) |

|         |           |                       |
| Pin 59’ | Marcatori | 7’ Gentile 70’ Virdis |

| Arbitro: | Ciacci (Firenze) |

|            |           |             |
| Gentile 2’ | Marcatori | 48’ Maldera |

| Arbitro: | Michelotti (Parma) |

|                                   |           |  |
| Garlaschelli 3’ Giordano 55’, 67’ | Marcatori |  |

| Arbitro: | Lattanzi (Roma) |

|                                                                             |           |          |
| Boninsegna 10’ Tardelli 11’ Della Martira 18’ (aut.) Causio 49’ Benetti 54’ | Marcatori | 21’ Caso |

| Perugia 30 ottobre 1977, ore 14:30 CET 6ª giornata | Perugia         | 0 – 0 referto | Juventus | Stadio Comunale di Pian di Massiano\| Arbitro: \| Menegali (Roma) \| |
| Arbitro:                                           | Menegali (Roma) |               |          |                                                                      |

| Arbitro: | Benedetti (Roma) |

|            |           |            |
| Benetti 4’ | Marcatori | 28’ Libera |

| Verona 20 novembre 1977, ore 14:30 CET 8ª giornata | Verona            | 0 – 0 referto | Juventus | Stadio Marcantonio Bentegodi\| Arbitro: \| Bergamo (Livorno) \| |
| Arbitro:                                           | Bergamo (Livorno) |               |          |                                                                 |

| Arbitro: | Barbaresco (Cormons) |

|                                                              |           |  |
| Tardelli 68’ Ogliari 74’ (aut.) Causio 83’ Onofri 86’ (aut.) | Marcatori |  |

| Torino 11 dicembre 1977, ore 14:30 CET 10ª giornata | Torino          | 0 – 0 referto | Juventus | Stadio Comunale\| Arbitro: \| Serafino (Roma) \| |
| Arbitro:                                            | Serafino (Roma) |               |          |                                                  |

| Arbitro: | Michelotti (Parma) |

|  |           |              |
|  | Marcatori | 85’ Tardelli |

| Arbitro: | Agnolin (Bassano del Grappa) |

|            |           |  |
| Causio 77’ | Marcatori |  |

| Arbitro: | Ciacci (Firenze) |

|                   |           |                      |
| Nobili 37’ (rig.) | Marcatori | 5’ Bettega 50’ Fanna |

| Arbitro: | Casarin (Milano) |

|                       |           |  |
| Fanna 61’ Bettega 72’ | Marcatori |  |

| Vicenza 22 gennaio 1978, ore 14:30 CET 15ª giornata | L.R. Vicenza       | 0 – 0 referto | Juventus | Stadio Romeo Menti\| Arbitro: \| Michelotti (Parma) \| |
| Arbitro:                                            | Michelotti (Parma) |               |          |                                                        |

#### Girone di ritorno
| Foggia 29 gennaio 1978, ore 14:30 CET 16ª giornata | Foggia          | 0 – 0 referto | Juventus | Stadio Pino Zaccheria\| Arbitro: \| Menegali (Roma) \| |
| Arbitro:                                           | Menegali (Roma) |               |          |                                                        |

| Arbitro: | Lattanzi (Roma) |

|               |           |  |
| Boninsegna 3’ | Marcatori |  |

| Milano 12 febbraio 1978, ore 15:00 CET 18ª giornata | Milan             | 0 – 0 referto | Juventus | Stadio San Siro\| Arbitro: \| Bergamo (Livorno) \| |
| Arbitro:                                            | Bergamo (Livorno) |               |          |                                                    |

| Arbitro: | D'Elia (Salerno) |

|                                       |           |  |
| Bettega 5’ Boninsegna 68’, 82’ (rig.) | Marcatori |  |

| Arbitro: | Casarin (Milano) |

|              |           |                |
| Galdiolo 40’ | Marcatori | 23’ Boninsegna |

| Arbitro: | Longhi (Roma) |

|                         |           |  |
| Bettega 15’ Benetti 75’ | Marcatori |  |

| Arbitro: | Agnolin (Bassano del Grappa) |

|  |           |                       |
|  | Marcatori | 56’ Verza 82’ Benetti |

| Arbitro: | Pieri (Genova) |

|            |           |  |
| Bettega 7’ | Marcatori |  |

| Arbitro: | Casarin (Milano) |

|                        |           |                             |
| Ghetti 49’ Damiani 82’ | Marcatori | 19’ Tardelli 75’ Boninsegna |

| Torino 2 aprile 1978, ore 15:30 CET 25ª giornata | Juventus           | 0 – 0 referto | Torino | Stadio Comunale\| Arbitro: \| Michelotti (Parma) \| |
| Arbitro:                                         | Michelotti (Parma) |               |        |                                                     |

| Arbitro: | Serafino (Roma) |

|                            |           |                     |
| Bettega 33’ Cuccureddu 41’ | Marcatori | 25’ Bini 26’ Muraro |

| Arbitro: | Gussoni (Varese) |

|             |           |             |
| Maselli 27’ | Marcatori | 23’ Gentile |

| Arbitro: | Mattei (Macerata) |

|                            |           |  |
| Boninsegna 10’ Benetti 86’ | Marcatori |  |

| Arbitro: | Ciacci (Firenze) |

|                   |           |             |
| Di Bartolomei 56’ | Marcatori | 38’ Bettega |

| Arbitro: | Benedetti (Roma) |

|                                 |           |                             |
| Bettega 20’, 63’ Boninsegna 36’ | Marcatori | 25’ Rossi 44’ (aut.) Furino |

### Coppa Italia

#### Primo turno
| Arbitro: | D'Elia (Salerno) |

|  |           |                        |
|  | Marcatori | 4’ Bettega 63’ Benetti |

| Arbitro: | Longhi (Roma) |

|  |           |                                  |
|  | Marcatori | 24’ Bettega 63’ (aut.) Bussalino |

| Torino 28 agosto 1977, ore 20:30 CEST 3ª giornata | Juventus            | 0 – 0 referto | Cesena | Stadio Comunale\| Arbitro: \| Lo Bello (Siracusa) \| |
| Arbitro:                                          | Lo Bello (Siracusa) |               |        |                                                      |

| Arbitro: | Mattei (Macerata) |

|                                                    |           |                  |
| Tardelli 20’ Boninsegna 23’ Furino 38’ Benetti 45’ | Marcatori | 55’, 90’ Fiaschi |

#### Secondo turno
| Arbitro: | Pieri (Genova) |

|                                   |           |  |
| Savoldi 1’, 52’, 61’, 70’ Pin 74’ | Marcatori |  |

| Arbitro: | Mascia (Milano) |

|            |           |           |
| Caputi 90’ | Marcatori | 70’ Fanna |

| Arbitro: | Ciulli (Roma) |

|  |           |                                    |
|  | Marcatori | 56’ Calloni 72’ Rivera 76’ Sartori |

| Arbitro: | Tonolini (Milano) |

|             |           |  |
| Spinosi 44’ | Marcatori |  |

| Arbitro: | Tani (Livorno) |

|                                          |           |            |
| Gasperini 15’ Schincaglia 17’ Virdis 75’ | Marcatori | 28’ Serato |

| Arbitro: | Reggiani (Bologna) |

|                                               |           |                           |
| Bigon 26’, 67’ Sartori 45’ Buriani 59’ (rig.) | Marcatori | 73’ Bozzi 80’ Schincaglia |

### Coppa dei Campioni
| Arbitro: | Doudine |

|  |           |                                  |
|  | Marcatori | 34’ Bettega 42’ Fanna 59’ Virdis |

| Arbitro: | Ermann |

|                           |           |  |
| Boninsegna 11’ Virdis 75’ | Marcatori |  |

| Arbitro: | Derks |

|  |           |            |
|  | Marcatori | 40’ Causio |

| Arbitro: | Kolossi |

|                                                      |           |  |
| Virdis 10’, 20’ Boninsegna 53’ Fanna 70’ Benetti 77’ | Marcatori |  |

| Arbitro: | Prokop |

|              |           |            |
| Van Dord 86’ | Marcatori | 89’ Causio |

| Arbitro: | Palotai |

|                                |                      |                        |
| Tardelli 21’                   | Marcatori            | 76’ La Ling            |
| Gentile Benetti Cabrini Causio | Tiri di rigore 3 – 0 | Geels Van Dord La Ling |

| Arbitro: | Dubach |

|             |           |  |
| Bettega 86’ | Marcatori |  |

| Arbitro: | Eriksson |

|                               |           |  |
| Bastijns 3’ Vandereycken 116’ | Marcatori |  |

## Statistiche

### Statistiche di squadra
| Competizione       | Punti | In casa | In casa | In casa | In casa | In casa | In casa | In trasferta | In trasferta | In trasferta | In trasferta | In trasferta | In trasferta | Totale | Totale | Totale | Totale | Totale | Totale | DR  |
| Competizione       | Punti | G       | V       | N       | P       | Gf      | Gs      | G            | V            | N            | P            | Gf           | Gs           | G      | V      | N      | P      | Gf     | Gs     | DR  |
| ------------------ | ----- | ------- | ------- | ------- | ------- | ------- | ------- | ------------ | ------------ | ------------ | ------------ | ------------ | ------------ | ------ | ------ | ------ | ------ | ------ | ------ | --- |
| Serie A            | 44    | 15      | 11      | 4       | 0       | 34      | 7       | 15           | 4            | 10           | 1            | 12           | 10           | 30     | 15     | 14     | 1      | 46     | 17     | +29 |
| Coppa Italia       |       | 5       | 3       | 1       | 1       | 8       | 6       | 5            | 2            | 1            | 2            | 7            | 10           | 10     | 5      | 2      | 3      | 15     | 16     | -1  |
| Coppa dei Campioni |       | 4       | 3       | 1       | 0       | 9       | 1       | 4            | 2            | 1            | 1            | 5            | 3            | 8      | 5      | 2      | 1      | 14     | 4      | +10 |
| Totale             |       | 24      | 17      | 6       | 1       | 51      | 14      | 24           | 8            | 12           | 4            | 24           | 23           | 48     | 25     | 18     | 5      | 75     | 37     | +38 |

### Statistiche dei giocatori
| Giocatore        | Serie A  | Serie A | Serie A     | Serie A    | Coppa Italia | Coppa Italia | Coppa Italia | Coppa Italia | Coppa Campioni | Coppa Campioni | Coppa Campioni | Coppa Campioni | Totale   | Totale | Totale      | Totale     |
| Giocatore        | Presenze | Reti    | Ammonizioni | Espulsioni | Presenze     | Reti         | Ammonizioni  | Espulsioni   | Presenze       | Reti           | Ammonizioni    | Espulsioni     | Presenze | Reti   | Ammonizioni | Espulsioni |
| ---------------- | -------- | ------- | ----------- | ---------- | ------------ | ------------ | ------------ | ------------ | -------------- | -------------- | -------------- | -------------- | -------- | ------ | ----------- | ---------- |
| G. Alessandrelli | 0        | 0       | ?           | ?          | ?            | ?            | ?            | ?            | ?              | ?              | ?              | ?              | 0+       | 0+     | ?           | ?          |
| R. Benetti       | 27       | 5       | ?           | ?          | ?            | ?            | ?            | ?            | ?              | ?              | ?              | ?              | 27+      | 5+     | ?           | ?          |
| R. Bettega       | 30       | 11      | ?           | ?          | ?            | ?            | ?            | ?            | ?              | ?              | ?              | ?              | 30+      | 11+    | ?           | ?          |
| R. Boninsegna    | 21       | 10      | ?           | ?          | ?            | ?            | ?            | ?            | ?              | ?              | ?              | ?              | 21+      | 10+    | ?           | ?          |
| A. Cabrini       | 15       | 0       | ?           | ?          | ?            | ?            | ?            | ?            | ?              | ?              | ?              | ?              | 15+      | 0+     | ?           | ?          |
| F. Causio        | 30       | 3       | ?           | ?          | ?            | ?            | ?            | ?            | ?              | ?              | ?              | ?              | 30+      | 3+     | ?           | ?          |
| A. Cuccureddu    | 30       | 2       | ?           | ?          | ?            | ?            | ?            | ?            | ?              | ?              | ?              | ?              | 30+      | 2+     | ?           | ?          |
| P. Fanna         | 13       | 2       | ?           | ?          | ?            | ?            | ?            | ?            | ?              | ?              | ?              | ?              | 13+      | 2+     | ?           | ?          |
| G. Furino        | 26       | 0       | ?           | ?          | ?            | ?            | ?            | ?            | ?              | ?              | ?              | ?              | 26+      | 0+     | ?           | ?          |
| C. Gentile       | 28       | 3       | ?           | ?          | ?            | ?            | ?            | ?            | ?              | ?              | ?              | ?              | 28+      | 3+     | ?           | ?          |
| F. Morini        | 26       | 0       | ?           | ?          | ?            | ?            | ?            | ?            | ?              | ?              | ?              | ?              | 26+      | 0+     | ?           | ?          |
| G. Scirea        | 29       | 0       | ?           | ?          | ?            | ?            | ?            | ?            | ?              | ?              | ?              | ?              | 29+      | 0+     | ?           | ?          |
| L. Spinosi       | 5        | 0       | ?           | ?          | ?            | ?            | ?            | ?            | ?              | ?              | ?              | ?              | 5+       | 0+     | ?           | ?          |
| M. Tardelli      | 26       | 4       | ?           | ?          | ?            | ?            | ?            | ?            | ?              | ?              | ?              | ?              | 26+      | 4+     | ?           | ?          |
| V. Verza         | 5        | 1       | ?           | ?          | ?            | ?            | ?            | ?            | ?              | ?              | ?              | ?              | 5+       | 1+     | ?           | ?          |
| P. Virdis        | 10       | 1       | ?           | ?          | ?            | ?            | ?            | ?            | ?              | ?              | ?              | ?              | 10+      | 1+     | ?           | ?          |
| D. Zoff          | 30       | -17     | ?           | ?          | ?            | ?            | ?            | ?            | ?              | ?              | ?              | ?              | 30+      | -17+   | ?           | ?          |